# James McCaffrey
James McCaffrey (Albany, 27 marzo 1958 – Larchmont, 17 dicembre 2023) è stato un attore e doppiatore statunitense.

## Biografia
James McCaffrey è nato dalle parti di New York ad Albany nel 1958. Il 17 dicembre 2023 è morto a causa di un mieloma multiplo. In precedenza si era sposato con l'attrice Rochelle Bostrom (a cui è rimasto legato sino al suo decesso), da cui ha avuto una figlia di nome Tiernan.

## Carriera
Deve la sua fama principalmente al fatto di essere stato il doppiatore di Max Payne nell'omonima serie videoludica, e nel terzo ha fatto anche da motion capture a Max. Nell'adattamento cinematografico della saga ha anche fatto un cameo come l'agente dell'FBI Jack Taliente, incaricato di catturare Payne.
Per quanto riguarda l'ambito cinematografico-televisivo è noto principalmente per la serie TV Rescue Me, in cui è apparso in 55 dei 93 episodi nel corso delle 7 stagioni, oltre ad avere fatto singole apparizioni in altre serie famigerate come Law & Order, Sex and the City e White Collar.
A livello videoludico oltre che Max Payne ha doppiato anche in Alone in the Dark, Alan Wake e Control.
Ha anche girato degli spot della Barilla.

## Filmografia parziale

### Attore

#### Cinema
- Bail Jumper, regia di Christian Faber (1990)
- Burnzy's Last Call, regia di Michael De Avila (1995)
- Un uomo in prestito (The Truth About Cats & Dogs), regia di Michael Lehmann (1996)
- Nick and Jane, regia di Richard Mauro (1997)
- The Tic Code, regia di Gary Winick (1998)
- Coming Soon, regia di Colette Burson (1999)
- Partita col destino (The Florentine), regia di Nick Stagliano (1999)
- Fresh Cut Grass, regia di Matthew Coppola (2002)
- Lei mi odia (She Hate Me), regia di Spike Lee (2004)
- Nascosto nel buio (Hide and Seek), regia di John Polson (2005)
- Broken English, regia di Zoe R. Cassavetes (2007)
- Feel the Noise - A tutto volume (Feel the Noise), regia di Alejandro Chomski (2007)
- Max Payne, regia di John Moore (2008)
- I Dream Too Much, regia di Katie Cokinos (2015)
- Coach of the Year, regia di David Stott (2015)
- Confidence Game, regia di Deborah Twiss (2016)
- One Fall, regia di Marcus Dean Fuller (2016)
- Amore inaspettato (Blind), regia di Michael Mailer (2016)
- Larchmont, regia di Ben Zuckert (2016)
- Destined, regia di Qasim Basir (2016)
- The Big Take, regia di Justin Daly (2018)
- Mob Town, regia di Danny A. Abeckaser (2019)

#### Televisione
- Civil Wars - serie TV, 4 episodi (1992)
- Seduzione omicida (Telling Secrets), regia di Marvin J. Chomsky - film TV (1993)
- Viper, regia di Danny Bilson - film TV (1994)
- Viper - serie TV, 22 episodi (1994-1999)
- New York Undercover - serie TV, 7 episodi (1994-1997)
- Swift - Il giustiziere (Swift Justice) - serie TV, 13 episodi (1996)
- Hotel Shanghai, regia di Peter Patzak - film TV (1997)
- The Big Easy - serie TV, episodio 2x08 (1997)
- Sex and the City - serie TV, 2 episodi (1998-2001)
- Law & Order - Unità vittime speciali (Law & Order: Special Victims Unit) - serie TV, 2 episodi (2000-2003)
- The Job - serie TV, episodio 1x04 (2001)
- Law & Order: Criminal Intent - serie TV, 2 episodi (2003)
- Così gira il mondo (As the World Turns) - serie TV, 11 episodi (2003)
- Rescue Me - serie TV, 55 episodi (2004-2011)
- Beautiful People - serie TV, 12 episodi (2005-2006)
- Canterbury's Law - serie TV, 4 episodi (2008)
- Il patto (Pregnancy Pact), regia di Rosemary Rodriguez – film TV (2010)
- Blue Bloods - serie TV, 2 episodi (2011-2022)
- The Glades - serie TV, episodio 2x12 (2011)
- Revenge - serie TV, 4 episodi (2011-2012)
- White Collar - serie TV, episodio 5x01 (2013)
- Suits - serie TV, 3 episodi (2013-2018)
- Film U - miniserie TV (2015)
- Madam Secretary - serie TV, episodio 3x12 (2017)
- Bull - serie TV, episodio 1x20 (2017)
- She's Gotta Have It - serie TV, 5 episodi (2017-2019)
- Una renna sotto l'albero (Romance at Reindeer Lodge) - film TV, regia di Colin Theys (2017)
- Le nozze dei Davers (Murder at the Mansion), regia di Sam Irvin - film TV (2018)
- Jessica Jones - serie TV, 2 episodi (2018)
- Bluff City Law - serie TV, episodio 1x02 (2019)

#### Cortometraggi
- Beyond Repair, regia di Ben Stamper (2015)
- Bait, regia di Charlie Kessler (2015)
- Oiled Up, regia di Richard Selvi (2016)
- Lodestar, regia di Max Clark (2020)

### Doppiatore

#### Videogiochi
- Max Payne (2001)
- Max Payne 2: The Fall of Max Payne (2003)
- Area 51 (2005)
- Alone in the Dark (2008)
- Alan Wake (2010)
- Max Payne 3 (2012)
- Control (2019)
- Alan Wake II (2023)

## Doppiatori italiani
Nelle versioni in italiano delle opere in cui ha recitato, James McCaffrey è stato doppiato da:
- Massimo Rossi in Sex and the City (ep. 4x02), Canterbury's Law
- Angelo Maggi in Viper
- Ennio Coltorti in Swift - Il giustiziere
- Enrico Pallini in Sex and the City (ep. 1x07)
- Andrea Ward in Law & Order - Unità vittime speciali (ep. 1x11)
- Francesco Prando in Law & Order - Unità vittime speciali (ep. 5x06)
- Roberto Accornero in Law & Order: Criminal Intent
- Gaetano Varcasia in Rescue Me
- Paolo Marchese in Beautiful People
- Luciano Roffi in Nascosto nel buio
- Raffaele Palmieri in Max Payne
- Sergio Di Giulio in Blue Bloods (ep. 1x11)
- Sergio Lucchetti in Blue Bloods (ep. 12x10)
- Gianluca Tusco in The Glades
- Antonio Sanna in Revenge
- Gerolamo Alchieri in White Collar
- Mario Cordova in Suits
- Saverio Indrio in Bull
- Luca Semeraro in She's Gotta Have It
- Paolo Maria Scalondro in Jessica Jones
- Stefano Mondini in Bluff City Law

Nei prodotti a cui partecipa come doppiatore, in italiano è stato sostituito da:
- Giorgio Melazzi in Max Payne, Max Payne 2: The Fall of Max Payne
- Lorenzo Scattorin in Alone in the Dark
- Alberto Olivero in Alan Wake